# Штрувены

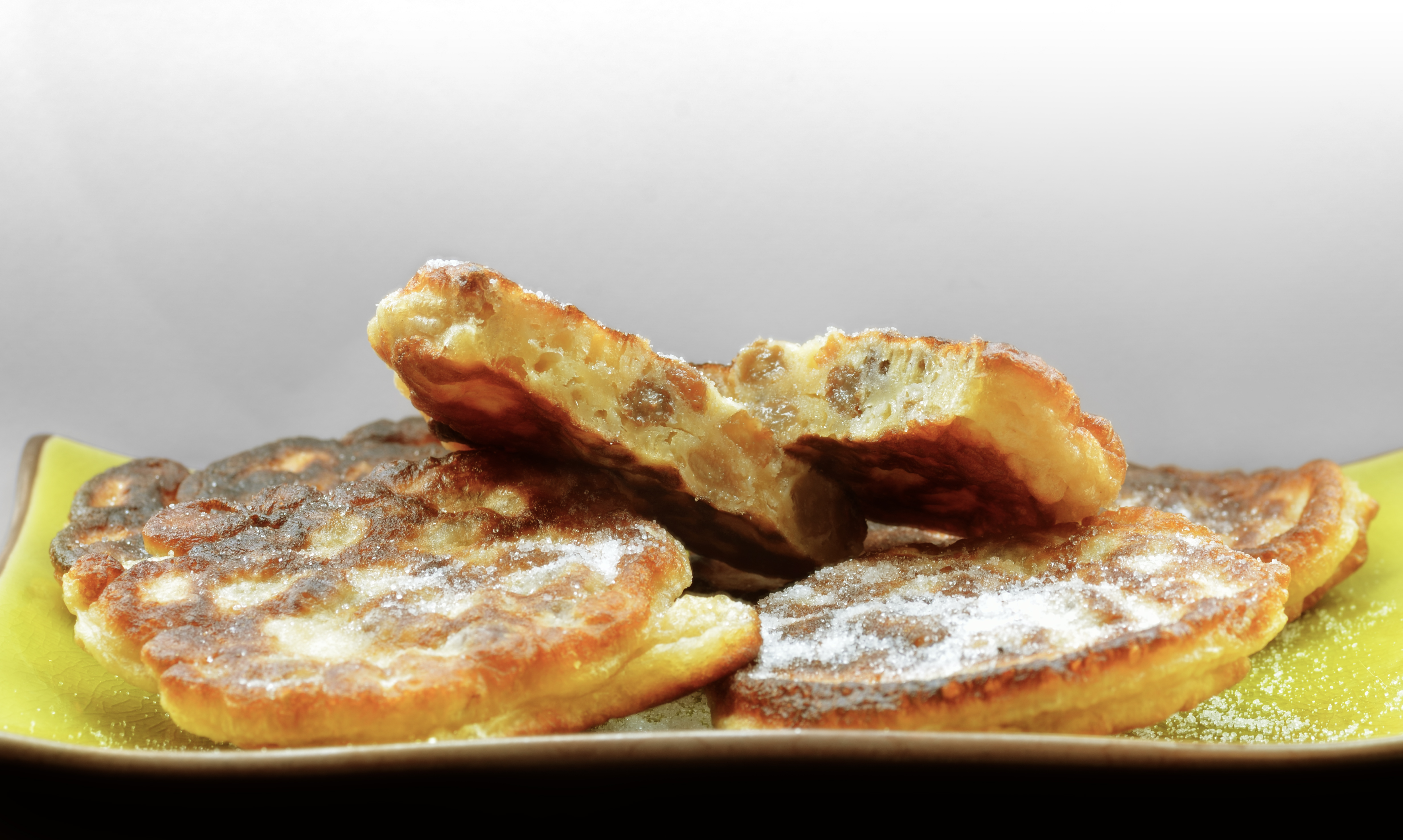
Штрувены

Штру́вены (нем. Struwen) — немецкие оладьи на дрожжевом тесте, специалитет вестфальской кухни из Мюнстерланда, также распространены на Нижнем Рейне на Великую пятницу.
Штрувены впервые упоминаются в документе 1090 года на латинском языке, в котором епископ Мюнстерский Эрфо повелел подавать в женском монастыре Св. Бонифация во Фреккенхорсте на ужин в Рождество, Пасху и Троицу блюдо struva. В классическом рецепте штрувены пекут из дрожжевого теста с добавлением изюма. Из теста формируют плоские лепёшки, которые обжаривают с обеих сторон на сковороде. Перед подачей на стол штрувены посыпают сахаром и корицей и сервируют с консервированными фруктами из компота — яблоком или сливой.